# Попіа
Попіа (певедзі: po̍h-piáⁿ) — це свіжий спринг-рол у стилі Фуцзянської /Теочуанської кухні. Попію часто їдять у китайській провінції Фуцзянь (зазвичай у Сямень), сусідньому Чаошані, а також серед діаспор Теочу та Хокло в різних регіонах Південно-Східної Азії і на Тайвані (через те, що більшість тайванців належать до Хокло), під час Фестивалю Цінмін. Виникнення попії сягає 17 століття.

## Етимологія
На діалекті Чаошань popiah (薄餅) означає «тонка пластина». Його називають rùnbǐng (潤餅) або báobǐng (薄餅) мандаринською мовою, а також як bópíjuǎn (薄皮卷).

## Обгортка і начинка
Попія загортається у м'який тонкий креп або млинець із пшеничного борошна. Спосіб виготовлення обгортки передбачає приготування надзвичайно вологого та в'язкого тіста. Кульку з цього тіста тримають у правій руці, потім швидко «потирають» об гарячу сталеву пластину. Під час цього процесу дуже тонкий шар мокрого тіста прилипає до плити та починає готуватися. Потім верхню поверхню крепу зазвичай очищають від зайвих шматочків тіста за допомогою кульки для тіста шляхом витирання. Коли тісто буде готове до кінця, воно знімається з гарячої сталевої пластини. Натирання зазвичай виконується на двох або трьох тарілках одночасно, що дозволяє пекарю безперервно виробляти млинці та дає достатньо часу, щоб кожен креп був належним чином приготований.

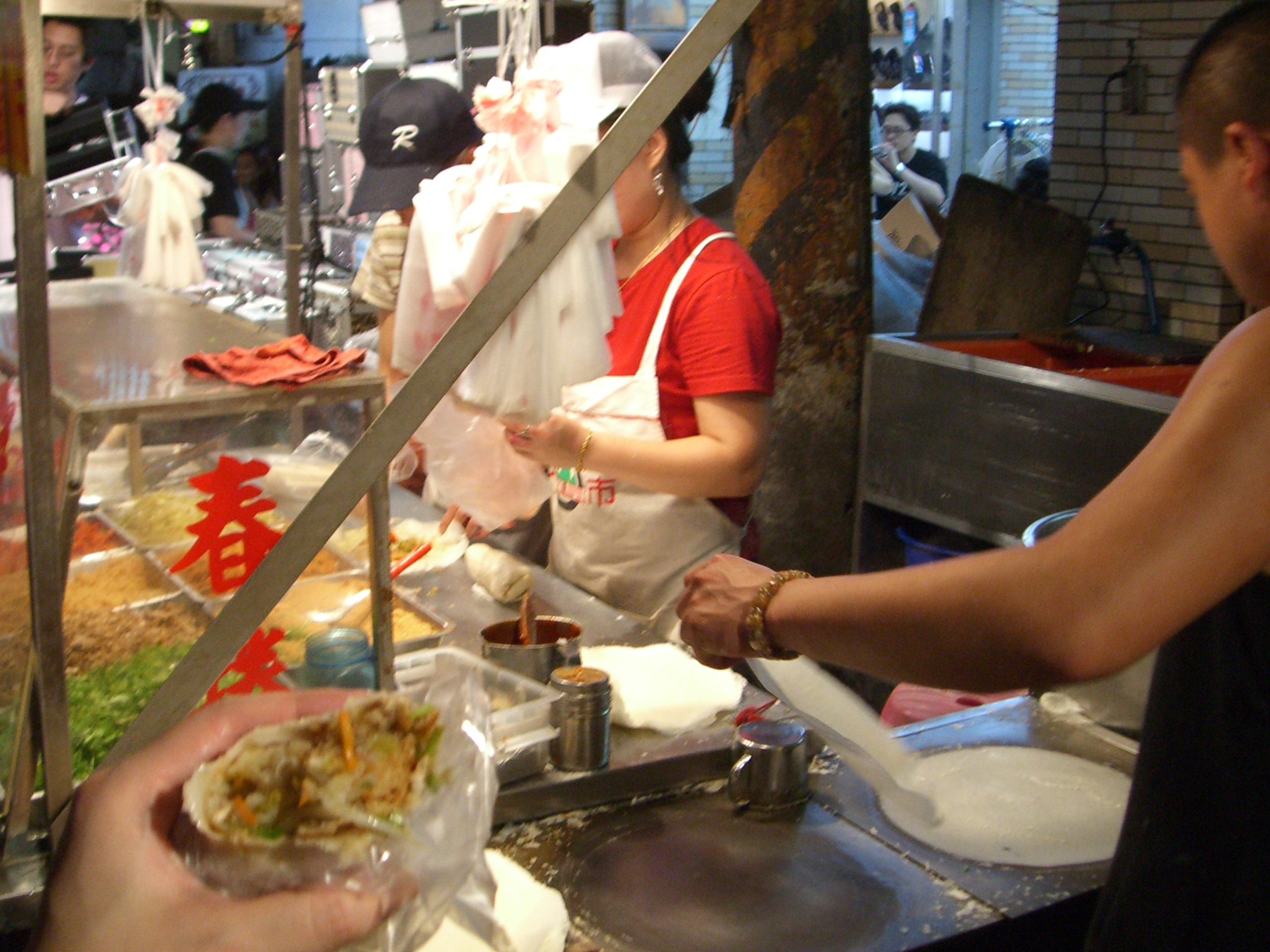
Продавець попії в Кілунгу, Тайвань. Млинці виготовляються шляхом «натирання» (передній план), а потім наповнюються та згортаються (фон)

Його їдять із солодким соусом (часто бобовим), змішаним соєвим соусом чи соусом хойсин або соусом із пасти з креветок, і за бажанням з гострим соусом чилі. Начинка в основному складається з дрібно тертої та приготованої на пару або обсмаженої ріпи, хіками (відомої в місцевих жителях як бангкуанг), яка готується з комбінацією інших інгредієнтів, таких як паростки квасолі, французькі боби та листя салату, залежно від окремого продавця, разом із тертою морквою, скибочками китайської ковбаси, тонко нарізаним смаженим тофу, подрібненим арахісом або арахісовим порошком, смаженою цибулею-шалотом і подрібненим омлетом. Інші поширені варіанти попіа включають свинину (злегка приправлену та обсмажену), м'ясо креветок або краба. Морські водорості часто включають у версії Сямень. Деякі торговці в Малайзії та Сінгапурі, особливо в нехаляльних умовах, додають смажене свиняче сало.
Два поширені способи їсти це: тримати їх як буріто, тоді як інші нарізають рулет попіа на скибочки та підбирають їх паличками. Щоб збирати шматочки паличками, потрібна певна навичка. У закладах рідко дають ложки.

## Типи
У материковому Китаї, Тайвані, Сінгапурі та Малайзії вдома проводять «вечірки з попією», де інгредієнти розкладають, а гості готують власну попію з пропорціями інгредієнтів на свій смак.

### Тайванський

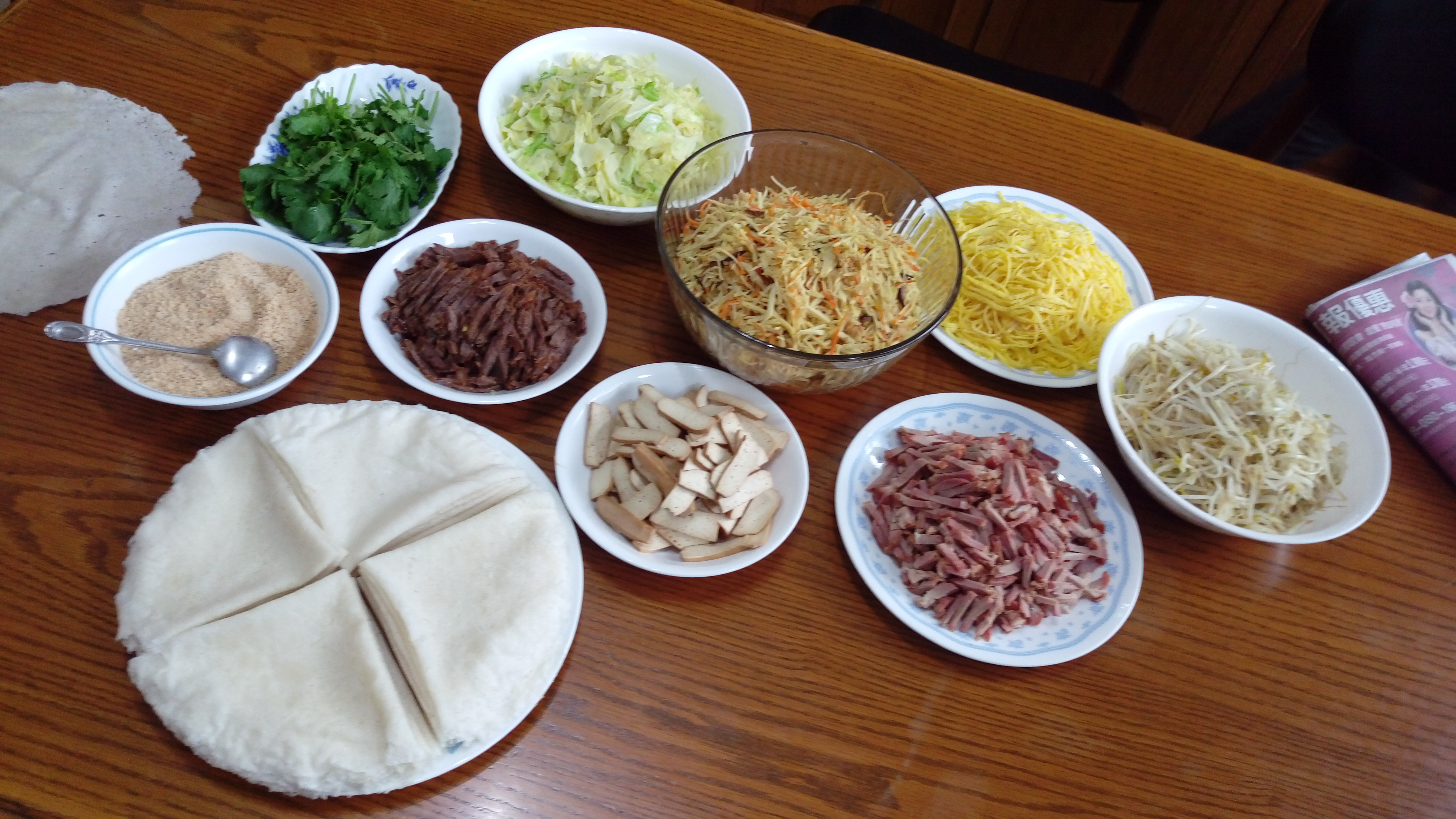
Інгредієнти для приготування попіа в Тайвані

На Тайвані попія називається ранбінг (潤餅).
Сама начинка в різних місцях досить різноманітна. До основної начинки входять овочі, які виросли навесні, м'ясо і тонко нарізаний омлет. Подекуди також додають локшину, китайські сосиски, тушковані овочі замість бланшованих, тофу, морепродукти, клейкий рис тощо.
Крім того, спосіб приготування начинки також дуже різний. На півночі Тайваню начинка ароматизована, обсмажена, іноді додається арахісовий порошок, а соус солоний. На півдні Тайваню начинку для попії готують з бланшування водою без додаткових приправ і додають переважно цукор і арахісову пудру. Для людей, які живуть на півдні Тайваню, додавання достатньої кількості цукру є ключовим для попіа. Крім того, деякі люди люблять розігрівати або готувати на пару спрінг-рол після його приготування.
Деякі харчові кіоски пропонують попію з морозивом. Це солодке та пікантне частування — морозиво зазвичай має смаки ананаса, арахісу та таро, або ці три смаки поєднуються разом. Деякі називають його буріто з морозивом.

### Південно-Східна Азія
У Малайзії та Сінгапурі попія є частиною китайської кухні цих двох країн. Проте в обох країнах, а також у Брунеї попія (особливо смажена) також популярна як частина місцевої вуличної їжі. У В'єтнамі bò bía — це в'єтнамський варіант попіа, який привнесли іммігранти з Теочеу. Зазвичай можна побачити старого чоловіка чи жінку, які продають бобіа у своєму придорожньому кіоску. У тайській кухні два види попії (тай. เปาะเปี๊ยะ) популярні: попіа сот (свіжий спринг-рол) і попіа тхот (смажений у фритюрі спринг-рол). Крім того, тайська кухня також включила в'єтнамський літній рол під назвою kuaitiao lui suan (тай. ก๋วยเตี๋ยวลุยสวน). У Бірмі / М'янмі він відомий як кавп'ян (ကော်ပြန့်). Подібні страви в інших кухнях включають індонезійську Lumpia Basah і філіппінську lumpiang sariwa, які подаються з арахісовим соусом, етимологічно похідним від хоккінської назви Lum Pia. Більшість етнічних китайців в обох країнах є хоккінського походження.

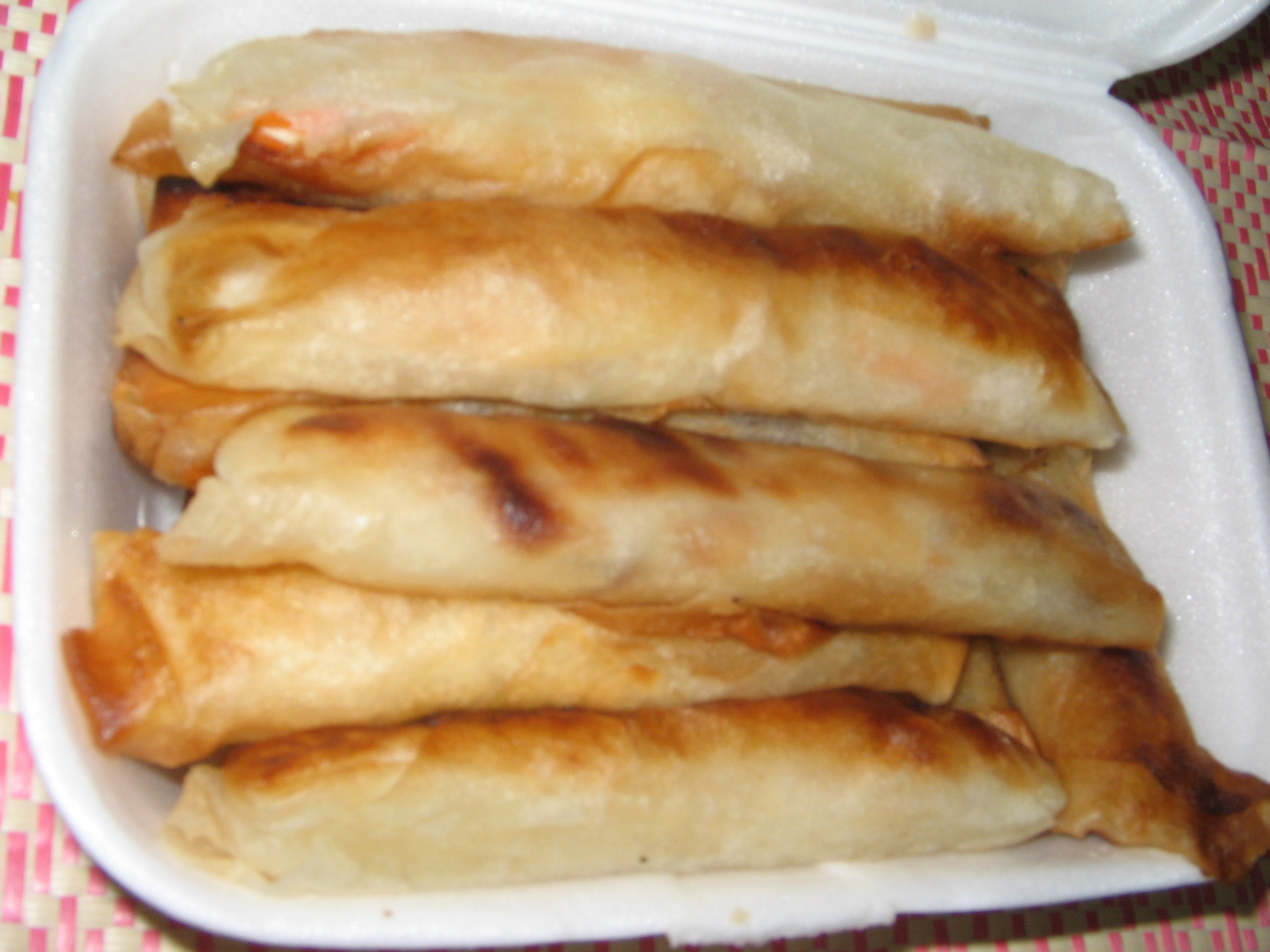
Смажена попія продається в Малайзії
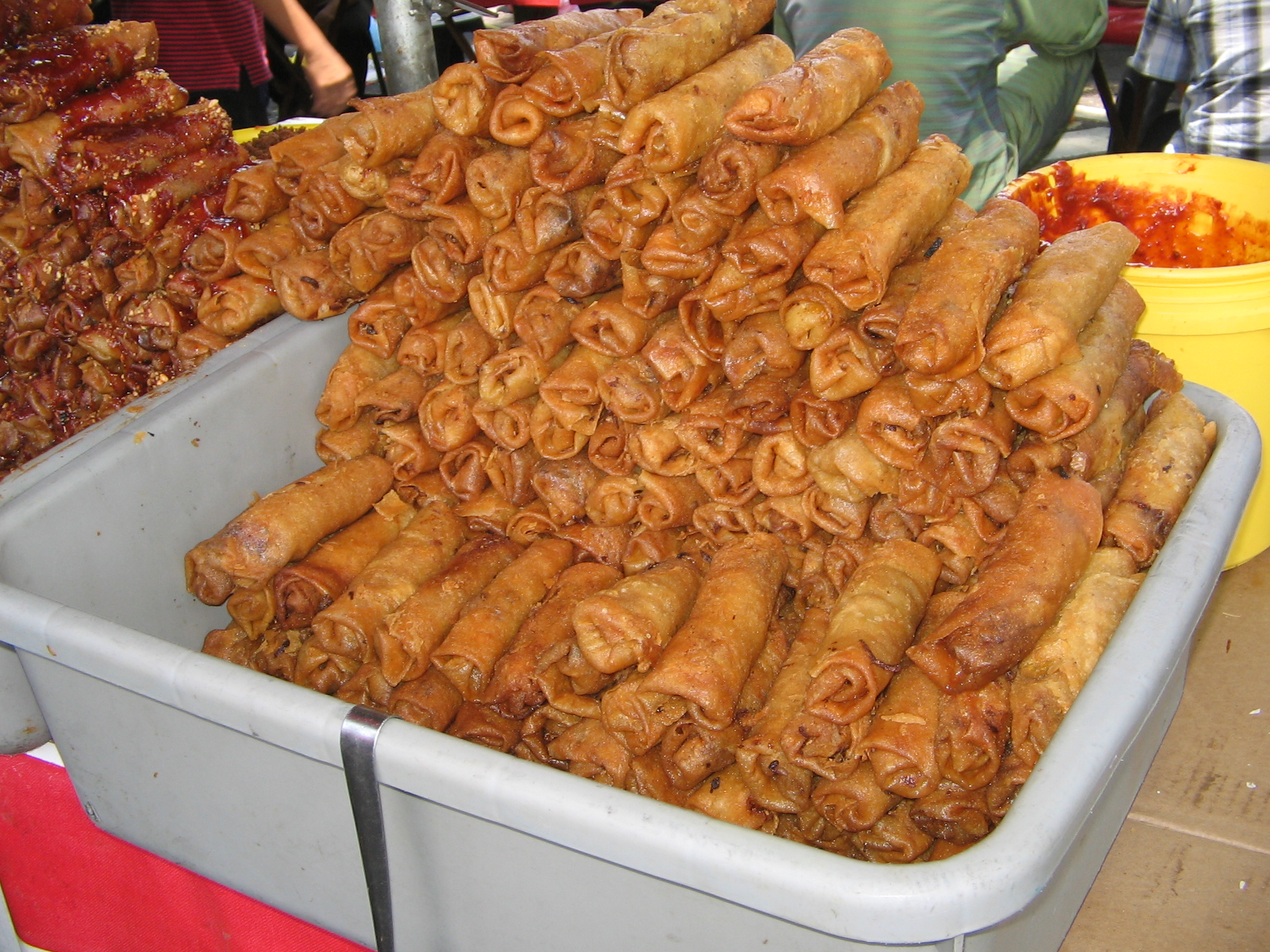
Гаряча і гостра смажена попія, популярна в Малайзії. Ліворуч на фотографії попія вкрита густим соусом чилі.
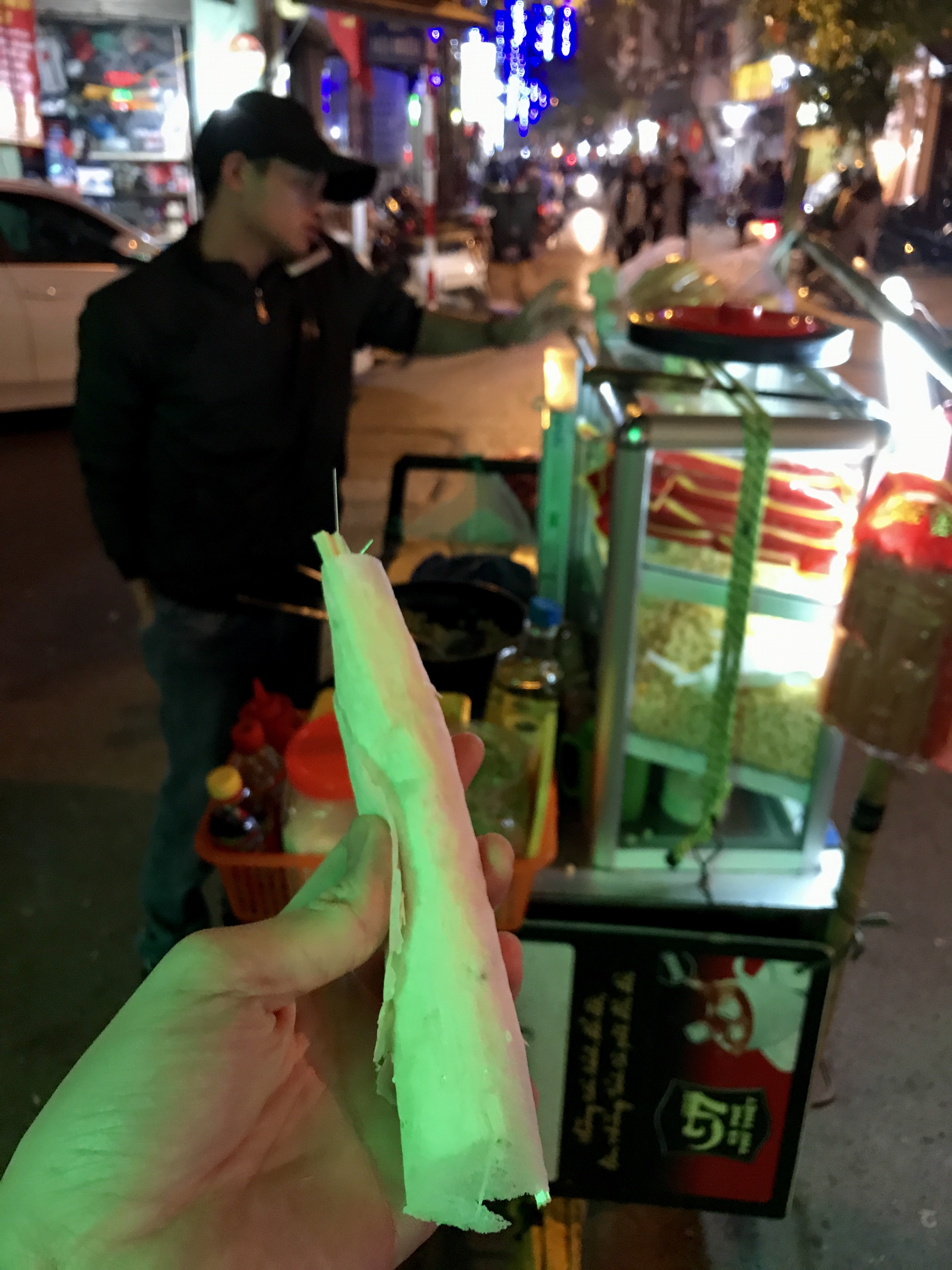
Солодке "Bò bía" продають у вуличного торговця в Ханої, В'єтнам